# 영화초등학교 (인천)
영화초등학교(永化初等學校)는 대한민국 인천광역시 동구에 있는 대한민국의 초등학교이다.

## 개요
한국 최초의 근대식 초등교육기관으로 1892년에 설립된 사립학교 영화학당의 후신이다. 이화학당에서 음악 교사로 일하던 마거릿 벤젤이 인천에 정착하여 여자 어린이 교육을 시작한 것이 영화학당의 시작이다. 벤젤은 인천 내리교회 제2대 담임 존스 목사와 결혼하여 존스 부인으로 불렸다.
영화학당은 1892년 8월에 내리교회 안에 설립되어 교육에서 배제되어온 여자 어린이를 가르치는 교육기관으로 출발하였다. 학교 이름은 영생과 교화를 뜻하여 기독교 이념을 상징한다. 초기에는 선교사에 대한 배타적인 의식으로 학생 수가 거의 늘지 않는 등 어려움을 겪었으나, 점차 인천의 명문 학교로 발전하여 주목을 받게 되었다. 서울의 이화학당과 배재학당이 중등교육기관으로 발전한데 반하여 영화초등학교는 초등교육기관으로 자리를 잡았다.
이 학교를 졸업한 여자 어린이들은 선교사 추천으로 이화학당에 입학하기도 했다. 이화학당 제1세대로 한국 여성계의 선구자인 김활란, 서은숙, 김애마, 김영의가 모두 영화학당 출신이다. 그러나 영화초등학교에 이들의 학적부는 남아있지 않다. 그밖의 유명한 영화학당 졸업생으로는 일장기 말소 사건의 동아일보 기자 이길용과 영화배우 이재경이 있다.
2000년 초에는 교사의 체벌에 따른 재단과 학부모간 갈등으로 학생 수가 5분의 1 수준으로 격감하면서 폐교 위기에 몰리기도 했다.이때 내리교회를 중심으로 영화초등학교 살리기 운동이 일어나 회생했다.

## 본관동
선교의 목적을 신식교육을 위해 설립된 영화학교의 현교사는 1909년 우각현의 대지 1,226평을 사들이고 연면적 212평의 3층교사를 1910년 3월 30일에 착공하여 1911년 9월14일에 완공하였다. 2001년 4월 2일 인천시 유형문화재 제39호로 지정되었다.

## 학교 연혁
- 1892. 4. 미국 선교사 죤스부인 영화학당 설립
- 1912. 8. 사립 영화학교 인가
- 1922. 9. 영화여자 보통학교로 인가
- 1938. 4. 영화여자 심상 소학교로 인가
- 1941. 4. 영화여자국민학교로 인가
- 1964. 7. 학교법인 영화학원 설립
- 1966. 3. 샛별국민학교로 교명변경
- 1973. 10. 영화국민학교로 교명변경
- 1996. 3. 영화초등학교로 교명변경
- 1997. 3. 교육부지정 인성교육 자율시범학교지정( - 1998. 2)
- 2000. 10. 교사 신축공사
- 2001. 9. 신축 교사 이전
- 2007. 8. 어학실 개축
- 2007. 10. 교내 영어 마을 준공
- 2007. 11. 교내 영어마을 준공/휴게실 준공
- 2007. 11. 교복(하ㆍ동복), 체육복 교체
- 2008. 2. 반 전자칠판 설치(7개반)
- 2008. 3. 1. 영어 이머젼 교육 실시
- 2008. 8. 과학실 현대화
- 2008. 8. 냉난방 설비 공사(교실, 복도 전층)
- 2008. 12. cctv설치(11대)
- 2009. 2. 전자칠판 추가 설치(2개반)
- 2009. 2. 어학실 증설(3개실)
- 2009. 2. 실외 골프장 설치
- 2009. 2. 컴퓨터실 리모델링, 최신형 컴퓨터 설치
- 2009. 4. 23 우리나라 최초 홀리스카웃 창설
- 2009. 8. 교실증축(3실), 전자칠판 설치(3개반)
- 2009. 8. 다목적실 확장
- 2009. 8. 보육교실 설치
- 2009. 8. 방송실 현대화
- 2009. 8. 책걸상 및 사물함 전면 교체
- 2010. 9. 도서관 리모델링
- 2011. 8. 화장실 리모델링
- 2011.9.1. 제18대 안태홍 교장 선생님 취임
- 2011.10.6. 학교 운동장 준공식

## 같이 보기
- 내리교회

## 참고 자료
- “[인천인물 100人 ·71] 영화학당은 - 최초 근대식초등교육기관 졸업후 이화학당 입학많아 김활란·김영의등 인재배출”. 경인일보. 2007년 3월 21일. 2008년 6월 14일에 확인함.
- 최유탁 (2008년 2월 17일). “<우리학교 짱> 영화초등학교”. 기호일보. 2008년 6월 14일에 확인함.